# 約拿坦·佩雷拉·羅德里格斯
約拿坦·佩雷拉·羅德里格斯（西班牙語：Jonathan Pereira Rodríguez；1987年5月12日—）是一位西班牙足球運動員。在場上的位置是前鋒。他現在效力於西班牙足球乙级联赛球隊阿尔科孔。他也曾效力於比利亞雷阿爾。